# 秋田ト一屋
株式会社秋田ト一屋（あきたといちや）は、秋田市南通築地に本社を置く企業。スーパーマーケットを運営する。

## 概要
山形県酒田市に本拠を置きスーパーを展開するト一屋が秋田県への進出にあたって、1962年に秋田ト一屋を設立。
2001年2月の段階では秋田市内に8店の他、男鹿市や五城目町にも店舗を構えていた。このほか同社は焼肉店を運営する完全子会社のエルバートも設立した。

1992年3月期には約95億円の年商を上げていたが、その後、大型店などとの競合激化によって年々売り上げが減少した。また設備資金を借入金に依存していた為に資金繰りが悪化。同社は資本金を減資するなどして金策に努めるが、銀行から新規融資を断られ、自主再建を断念。2001年2月26日、秋田地方裁判所に会社更生法の適用を申請し倒産した。また同日にはエルバートも会社更生法の適用を申請し倒産した。負債総額は両社と合わせて約40億円。
2001年7月23日、秋田地裁は秋田ト一屋の更生手続きの開始を決定し、市内でディスカウント店を経営するドジャース商事の挽野泰次社長が事業管財人に選任された。また同時にエルバートの再生手続きも開始が決定した。挽野社長は事業管財人に選任後に労力の9割を秋田ト一屋に注ぎ、経費の掛かり過ぎていた経営体質を改め、仕入れの効率化や売り場の見直しなどを進めたほか、店舗を5店舗までに削減した。
2006年3月、秋田ト一屋は商工組合中央金庫から約4億円のDIPファイナンス（法的整理企業向けのつなぎ融資）と受け、2014年3月期までとしていた債務の弁済を7年前倒しで完済し、更生計画は終結した。
更生計画の終結によって秋田ト一屋の店舗は「ドジャース」ブランドに転換し、ディスカウントスーパーとして運営されている。

## 店舗

### スーパーマーケット
- ト一屋楢山店（秋田市南通築地15-36[1][6]、1976年（昭和51年）4月開店[1]）
  - 売場面積1,042m2[1]
  - 当社が運営するドジャース楢山店[6]。
- ト一屋新屋店 - 秋田市新屋扇町7-44[6]
  - ドジャース新屋店[6]。
- ト一屋広面店 - 秋田市広面字宮田20-1[6]
  - 元秋田市民消費生活協同組合広面店の店舗を利用して開店、[要出典]その後ドジャース広面店[6]。
- ト一屋堂の沢店（秋田市寺内堂ノ沢一丁目7番36号[1][6]、1979年（昭和54年）4月開店[1]）
  - 売場面積909m2[1]
  - ドジャース堂の沢店に転換[6]（2018年5月31日付で閉店）。
- ト一屋男鹿店（男鹿市船川港船川字外ケ沢125-4[1][7]、1976年（昭和51年）12月開店[1]）
  - 売場面積798m2[1]
  - ドジャース男鹿店[7]。

### 過去に存在した店舗

#### スーパーマーケット
- ト一屋秋田駅前店（秋田市千秋久保田町3-18[8]、1962年（昭和37年）5月3日開店[8]）
  - 売場面積264m2[8]

- （初代）ト一屋川尻店（秋田市川尻上野町1-68[8]、1966年（昭和41年）11月1日開店[8]）
  - 売場面積185m2[8]

- （2代目）ト一屋川尻店（秋田市川尻上野町1-62[1]、1978年（昭和53年）6月開店[1]）
  - 売場面積535m2[1]

- ト一屋中陽店（秋田市高陽幸町2-43[1]、1967年（昭和42年）12月開店[1]）
  - 売場面積201m2[1]

- ト一屋保戸野店（秋田市保戸野桜町301-1[1]、1968年（昭和43年）12月12日開店[8]）
  - 売場面積330m2[8] →	 429m2[1]

- （初代）ト一屋土崎店（秋田市土崎港中央1-7-8[8]、1971年（昭和46年）4月16日開店[8]）
  - 売場面積356m2[8]

- （2代目）ト一屋土崎店（秋田市土崎港南2-3-47[1]、1978年（昭和53年）7月開店[1]）
  - 売場面積917m2[1]

- ト一屋田中店（秋田市手形田中369-6[1]、1972年（昭和47年）7月開店[1]）
  - 売場面積201m2[1]

- ト一屋千代田店（秋田市泉下の町4-1[1]、1973年（昭和48年）3月開店[1]）
  - 売場面積231m2[1]

- ト一屋山崎店（秋田市手形字山崎155[1]、1973年（昭和48年）8月開店[1]）
  - 売場面積218m2[1]

- ト一屋八橋店（秋田市八橋田五郎[1]、1975年（昭和50年）11月開店[1]）
  - 売場面積336m2[1]

- ト一屋手形山店（秋田市広面推子7-2[1]、1975年（昭和50年）12月開店[1]）
  - 売場面積250m2[1]

- ト一屋五城目店（南秋田郡五城目町字上町161-2[1]、1977年（昭和52年）5月開店[1][9]）
  - 売場面積709m2[1]
  - 商工会館の隣接地に出店していた[9]。

- ト一屋仁井田店（秋田市仁井田字上新田101-5[1]、1978年（昭和53年）5月開店[1]）
  - 売場面積799m2[1]

- ト一屋野添店（秋田市広面野添50[1]、1979年（昭和54年）3月開店[1]）
  - 売場面積909m2[1]

- ト一屋飯島店（秋田市飯島緑ヶ丘町16-27[1]、1980年（昭和55年）6月開店[1]）
  - 売場面積496m2[1]

- ト一屋旭川店（秋田市手形扇田24[10]）

#### レストラン
- エルバート広面店 - 秋田市広面字堤敷73番1号[要出典]
  - ドジャースが運営する焼肉エルバートに移行。閉店。[要出典]
- エルバート山王店 - 秋田市山王六丁目8番20号[要出典]
  - 閉店。ドジャース商事へ移行されず、閉鎖されている。[要出典]
- しゃぶ亭えるばーと - 秋田市東通七丁目7番25号[要出典]
  - ドジャースが運営するしゃぶ亭えるばーとに移行。閉店。[要出典]
- ぐるまん - 秋田市新屋扇町7番44号ト一屋新屋店2F[要出典]
  - ドジャースが運営するぐるまんに移行。後に、寿司工場に転換し、寿司飲食は終了。[要出典]
- エルバート能代店 - 能代市字寺向91番地[要出典]
  - 閉店。ドジャース商事へ移行されず、閉鎖されている。[要出典]

## 過去に存在した事業所
- 流通センター（秋田市寺内字三千刈468-1[1]、1971年（昭和46年）8月開設[1]）
  - 面積1,980m2[1]